# Тиран-карлик буроголовий
Тиран-карлик буроголовий (Ornithion brunneicapillus) — вид горобцеподібних птахів родини тиранових (Tyrannidae). Мешкає в Центральній Америці і Південній Америці.

## Поширення і екологія
Буроголові тирани-карлики мешкають в Коста-Риці, Панамі, Колумбії, Венесуелі і Еквадорі. Вони живуть у вологих тропічних лісах і на плантаціях. Зустрічаються на висоті до 1200 м над рівнем моря.